# Botryon
Botryon is een geslacht van zeeanemonen uit de klasse van de Anthozoa (bloemdieren).

## Soort
- Botryon tuberculata Carlgren & Hedgepeth, 1952